# Systaria mengla
Systaria mengla là một loài nhện trong họ Miturgidae.
Loài này thuộc chi Systaria. Systaria mengla được miêu tả năm 1994 bởi Da-xiang Song & Zhu.